# Junius (pseudonyme)
Pour les articles homonymes, voir Junius.

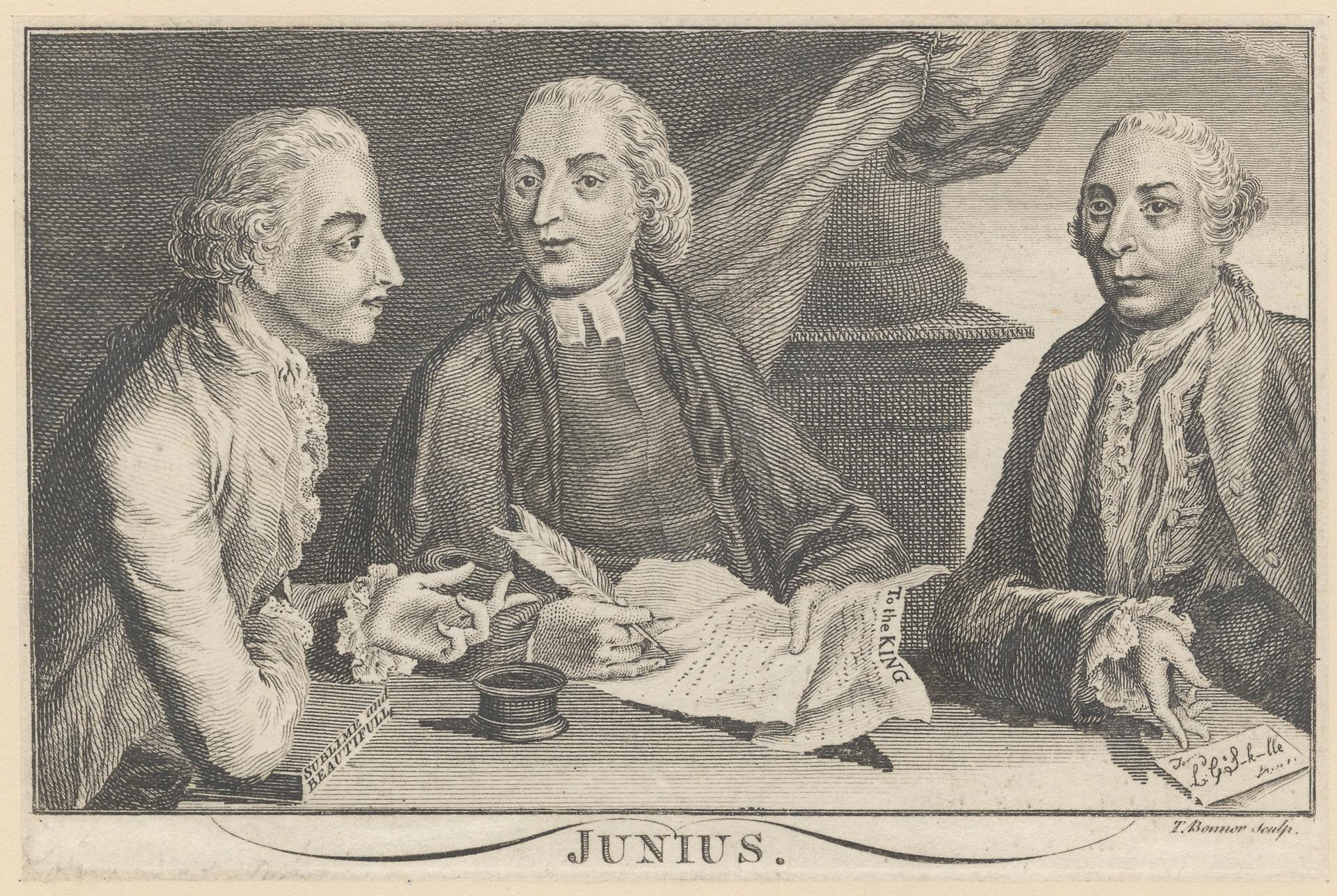
Gravure de Junius par Thomas Bonnor (1769). La figure centrale représente sir Philip Francis.

Junius est le pseudonyme d'un pamphlétaire et polémiste anonyme, auteur des Lettres de Junius, « un des chefs-d'œuvre de la littérature pamphlétaire anglaise », consistant en une série de lettres parues de janvier 1769 à janvier 1772 dans le Public Advertiser, et qui étaient dirigées contre le ministère de lord North. 
On n'en connaît pas encore le véritable auteur avec certitude : on a nommé Burke, lord Sackville, Hamilton, Philip Francis, Hugh Boyd, Glover, lord Temple, lord Grenville, W. H. Bentinck, le libraire Almon, qui en était l'éditeur. On penche aujourd'hui pour Philip Francis, secrétaire de lord Chatam et membre du Parlement, mort en 1818. Les meilleures éditions de ces lettres sont celles de Londres, 1796, 1812, et d’Édimbourg, 1822. Elles ont été traduites en français en 1791 et en 1823, par J. T. Parisot.
En 2005 dans son livre Les Mystères d'Avebury, Robert Goddard place l'identité de Junius et une édition des Lettres de Junius dans l'une des intrigues principales.